# Piątkowo (gmina)
Piątkowo – dawna gmina wiejska istniejąca w latach 1934–1954 w woj. poznańskim (dzisiejsze woj. wielkopolskie). Przed wojną siedzibą władz gminy było Piątkowo (obecnie część Poznania), a po wojnie Suchylas.
Gmina zbiorowa Piątkowo została utworzona 1 sierpnia 1934 roku w powiecie poznańskim w woj. poznańskim z dotychczasowych jednostkowych gmin wiejskich: Chludowo, Glinienko, Glinno, Golęczewo, Łagiewniki pod Złotnikami, Morasko, Naramowice, Nowawieś Dolna, Piątkowo, Psarskie, Radojewo, Strzeszynek, Suchy Las, Umultowo i Złotkowo (oraz z obszarów dworskich położonych na tych terenach lecz nie wchodzących w skład gmin). 
Po wojnie gmina zachowała przynależność administracyjną. 1 stycznia 1951 roku część obszaru gminy Piątkowo (gromady Naramowice, Psarskie i Strzeszyn) przyłączono do Poznania. Według stanu z dnia 1 lipca 1952 roku gmina składała się z 8 gromad: Chludowo, Golęczewo, Morasko, Piątkowo, Radojewo, Suchylas, Umultowo i Złotniki.
Gmina została zniesiona 29 września 1954 roku wraz z reformą wprowadzającą gromady w miejsce gmin. Jednostki nie przywrócono 1 stycznia 1973 roku po reaktywowaniu gmin.